# Steganomima
Steganomima là một chi bướm đêm thuộc họ Geometridae.